# Lục địa Á-Âu-Phi

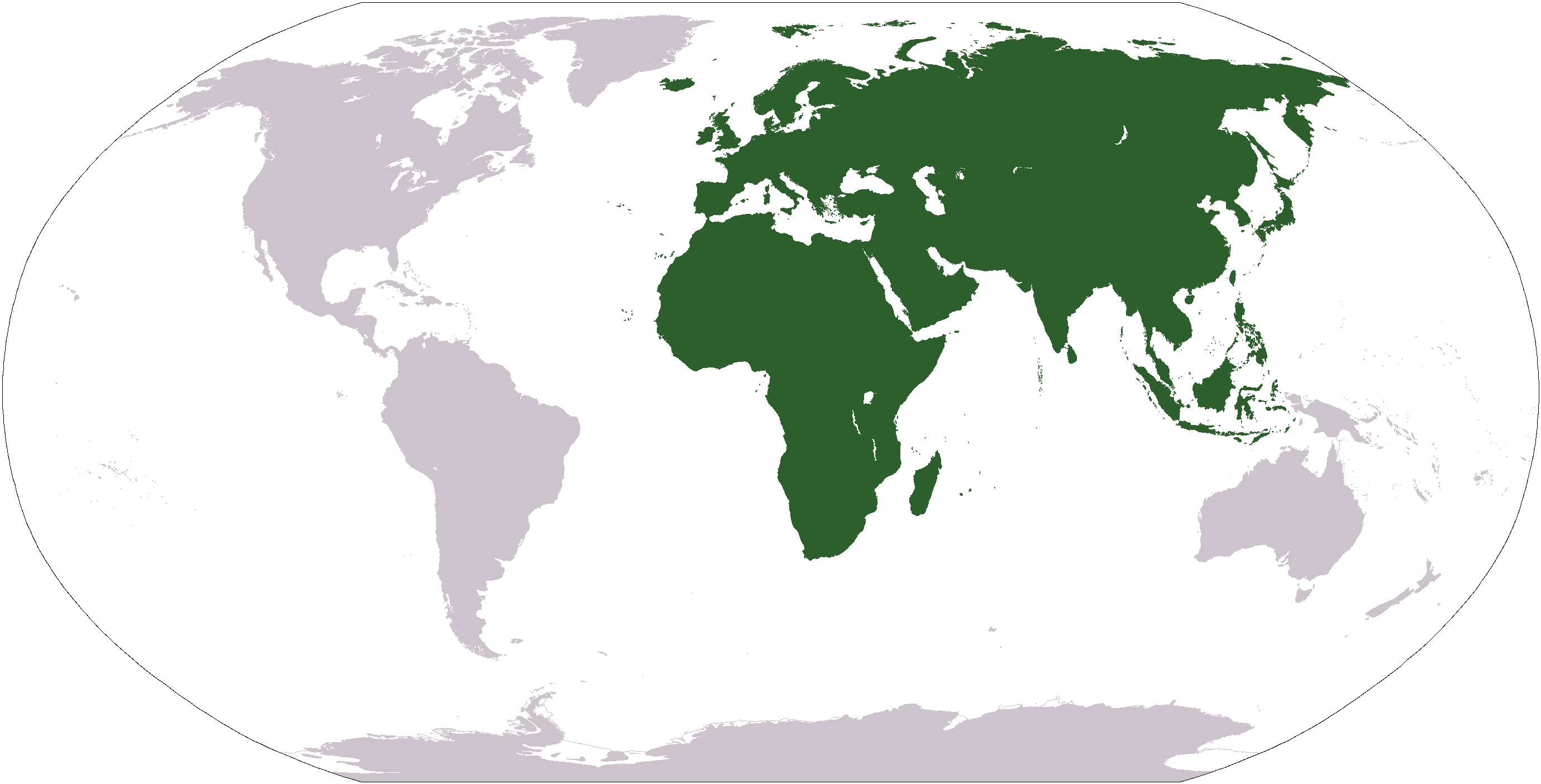
Đại lục Phi-Á Âu.

Lục địa Á-Âu-Phi hay Đại lục Á-Âu-Phi là khu vực trên bề mặt Trái Đất bao gồm 2 lục địa Á-Âu và lục địa Phi. Đây là một khu vực đất đai rộng lớn, chứa đến khoảng hơn 5.700.000.000 người (5,7 tỉ người) chiếm đến hơn 85% dân số thế giới.
Thông thường, đại lục này được ngăn cách bởi kênh đào Suez gồm 2 lục địa Á-Âu và Châu Phi, và còn chia thành Châu Âu và Châu Á. Nó còn có thể được chia thành Á-Âu-Bắc châu Phi và Phi châu nhiệt đới (Subsahara) vì lý do văn hóa và lịch sử.
| - Lục địa Á-Âu - Châu Á - Bắc Á - Trung Á - Đông Á - Nam Á - Đông Nam Á - Tây Nam Á - Châu Âu - Bắc Âu - Tây Âu - Trung Âu - Đông Âu - Nam Âu | - Châu Phi - Trung Phi - Đông Phi - Sừng châu Phi - Bắc Phi - Nam Phi - Tây Phi |

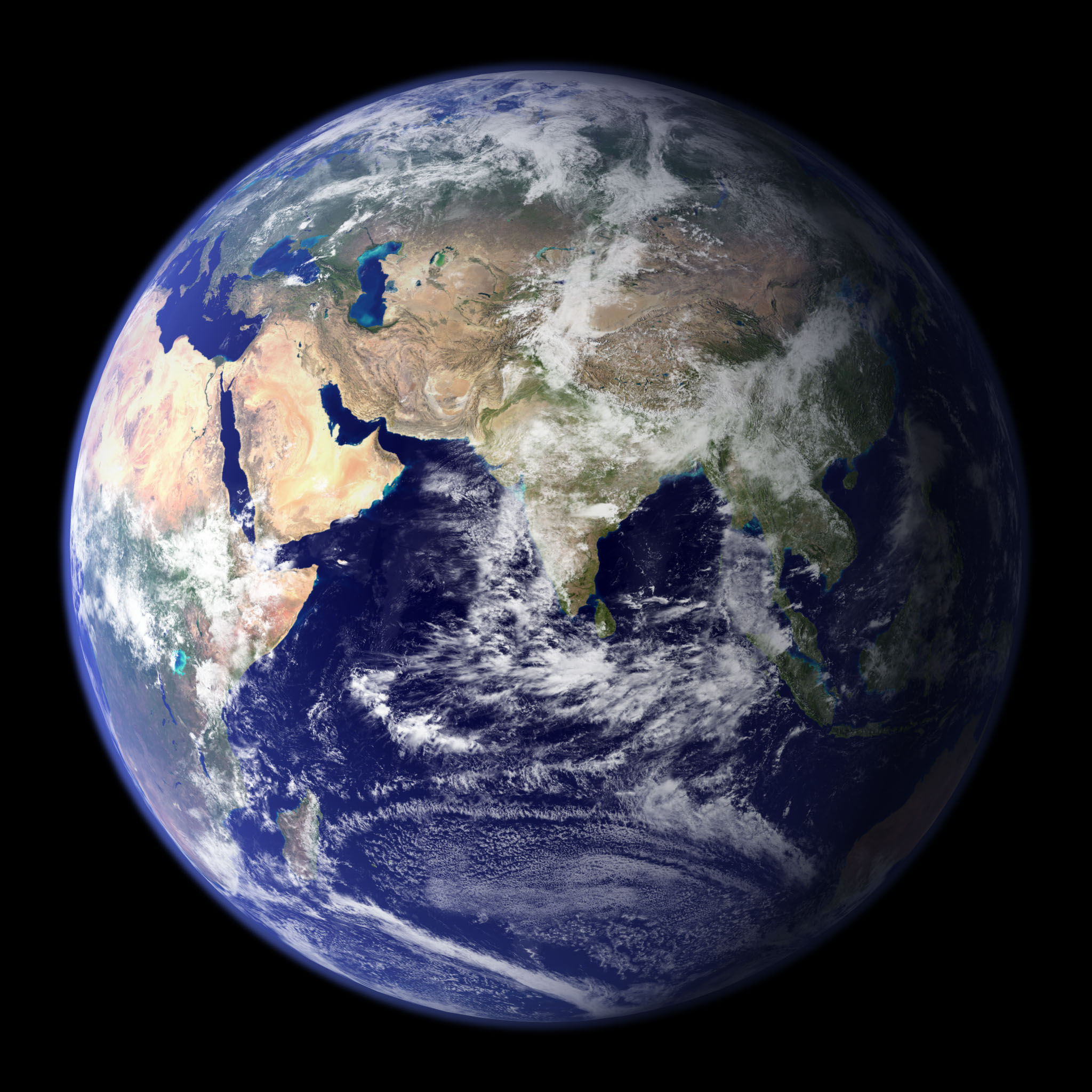
Bộ phận Phi-Á Âu của Trái Đất.

Trong điều kiện địa chất, đại lục Phi-Á-Âu dự kiến sẽ là một siêu lục địa khi Châu Phi va chạm với Châu Âu. Điều này được ước tính sẽ xảy ra hơn 600.000 năm nữa, khi đáy mũi phía Nam của Tây Ban Nha xô vào Châu Phi. Khi điều này xảy ra, biển Địa Trung Hải sẽ bị cô lập hoàn toàn với Đại Tây Dương. Châu Phi dự kiến sẽ va chạm với Châu Âu hoàn toàn sau 50 triệu năm nữa, Địa Trung Hải sẽ hoàn toàn bị mất khỏi bản đồ thế giới, và một dãy núi trong tương lai sẽ xuất hiện (cộng thêm dãy Alps).